# Asota strigosa
Asota strigosa là một loài bướm đêm thuộc họ Erebidae. Nó được tìm thấy ở Indonesia và the Papua New Guinea.
It's wingspan is generally around 53 mm.